# Mobbing

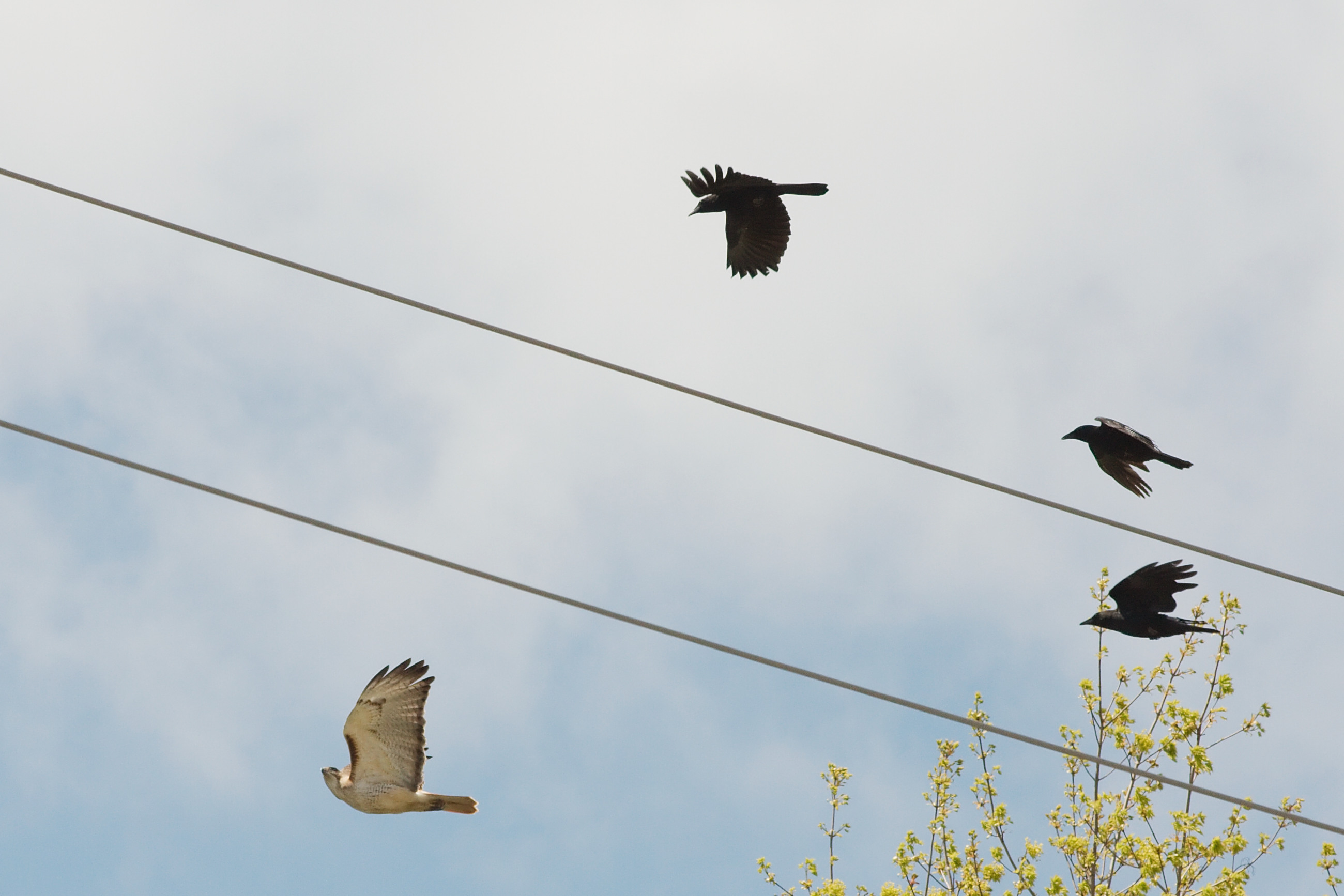
Vários corvos-americanos (Corvus brachyrhynchos) praticando mobbing num bútio-de-cauda-vermelha (Buteo jamaicensis).

O comportamento de tumulto, também conhecido como Mobbing, é um termo que se refere a um tipo peculiar de defesa contra a predação observada principalmente entre aves, embora já tenha sido documentado em mamíferos, peixes, répteis e até insetos. Está é uma expressão técnica, utilizada no estudo do comportamento de animais, especialmente em ornitologia. O termo faz referência a um conjunto de comportamentos apresentados por animais contra um possível predador ou um animal que represente perigo, esteja ele ativamente caçando no momento ou não. Identifica uma postura antipredatória agressiva, quando a espécie é ameaçada.
No contexto das relações humanas, mobbing corresponde a uma forma de bullying ou de assédio moral. A diferença é que é cometido nas relações entre adultos. As mais comuns são nas relações laborais (mobbing laboral), comerciais e de vizinhança (mobbing imobiliário).

## Na ecologia

### O comportamento
Geralmente, o comportamento é caracterizado por um ou mais indivíduos que fazem aproximações direcionadas e bruscas a uma potencial ameaça. Esta formação pode ser composta por indivíduos de uma única espécie ou mesmo por grupos mistos, que envolvem indivíduos de espécies diferentes cooperando no comportamento de tumulto.  
As características deste comportamento variam, principalmente entre espécies, mas pode-se observar chamados à distância, a realização de movimentos repetitivos de aproximação e afastamento, com rápidas mudanças de posição, podendo evoluir de uma simples inspeção do predador, até a perseguição e ataque físico, incluindo ações como mergulhar sobre ele, bater, morder ou picar. O mobbing pode resultar na expulsão do predador da vizinhança ou na fuga das presas para um local seguro. 
As descrições mais comuns são voltadas para aves, mas tal comportamento parece ter surgido independentemente em vários táxons ao longo do processo evolutivo, e ao longo dos anos passou-se a estudar essa interação para outros grupos, nos quais as vocalizações e movimentos repetitivos de aproximação e afastamento podem estar ausentes. Assim, são encontrados registros de “mobbing” para espécies de mamíferos, peixes, répteis e insetos. 
Algo interessante é que mobbing pode ser inato ou aprendido. Semelhante a outros comportamentos antipredadores, ambos os modos de aquisição foram observados, mesmo para diferentes predadores dentro da mesma espécie. Além disso, as respostas aos predadores e ao próprio comportamento de mobbing de outros grupos também podem diferir. Essas diferenças provavelmente refletem se os jovens de uma espécie podem observar e aprender sobre o perigo que um predador representa sem serem atacados por ele. Em algumas espécies, jovens inexperientes engajam-se no comportamento de mobbing independentemente da presença de indivíduos mais experientes, como esquilos terrestres da Califórnia (Spermophilus beecheyi) ou o cão da pradaria de rabo preto (Cynomys ludovicianus) , enquanto em outras, os jovens não se engajam no comportamento, pelo menos inicialmente, mas observam outros fazendo, como o chapim-azul (Cyanistes caeruleus).  Essa variação pode refletir custos mais elevados de mobbing para indivíduos jovens do que para indivíduos mais velhos, uma vez que eles são fisicamente menos capazes e coordenados do que os adultos. 

### O comportamento em diferentes grupos

#### Aves
Pode ser visto em diversas famílias e o repertório comportamental é vasto e variado. É nesse grupo que se há mais registros e informações sobre esse comportamento. Agregam-se em volta do predador, aproximando-se e afastando-se, e às vezes até mesmo perseguindo-o e atacando-o, seja com contato físico, defecando ou regurgitando sobre o alvo. Elas também podem emitir vocalizações altas e repetidas, que geralmente atraem outros indivíduos, inclusive de outras espécies de presas em potencial, formando grupos heteroespecíficos, também chamados de bandos mistos.

#### Mamíferos
Registros na literatura, sobre este grupo, são mais vastos para esquilos de chão, da tribo Marmotini, contra serpentes. Entretanto, o termo utilizado para o comportamento pode variar, dependendo da espécie analisada e dos pesquisadores, entre mobbing, harassment e confronto.
Mobbing é o termo usado, em geral, quando primatas reagem se aproximando de potenciais predadores vocalizando repetidamente, às vezes perseguindo e atacando-os. Outras interações desse tipo são observados entre quatis e jiboia, suricates (Suricata suricatta) e serpentes, serelepe (Sciurus ingrami) e um gato-maracajá (Leopardus wiedii).Ainda assim, há registros de primatas maiores como bandos de babuínos e chimpanzés levando os ataques à seus predadores até o fim, levando a morte de predadores como leopardos e cobras constritoras. Tudo indica que quando possível esses grupos preferem matar o predador dada a oportunidade, especialmente em retaliação ou durante o salvamento de um membro da espécie sob ataque.

#### Peixes
Neles, observa-se mobbing, principalmente, como reação de algumas espécies contra quando um potencial predador se aproxima do seu habitat ou ninho. 
Pode ocorrer manobras do cardume em torno do alvo, seguir de perto o alvo por um período, perseguição e ataques com mordiscadas. Algumas espécies também exibem posturas corporais e movimentos repetidos com suas nadadeiras e aproximação e afastamento em relação ao alvo. 
Emissões acústicas também foram descritas em uma caso especial de “mobbing”, quando o território de um indivíduo da espécie peixe-esquilo-espinhoso (Holocentrus rufus) foi invadido por uma moreia.
Nesse grupo, também pode ser iniciada por um único indivíduo ou um grupo, e pode haver cooperação de indivíduos de outras espécies. 

#### Insetos
Estudos utilizaram o termo mobbing para descrever o comportamento de abelhas em torno de intrusos em sua colônia. Elas se reúnem ao redor deles e atacam-no fisicamente. Um exemplo disso são as abelhas da espécie Apis mellifera que, na presença de vespas predadoras, se aglomeram sobre a invasora e aquecem seus corpos gerando temperaturas capazes de matar o predador comportamento conhecido como bola de calor ou "heatballing". 

### Função e importância ecológica
Muito pode ser aprendido sobre as relações intra e inter-específicas dos animais ao estudar o comportamento de tumulto e como ele pode estar ligado a outros comportamentos recorrentes nos animais. As motivações e os custos envolvidos são específicos para cada caso, mas alguns padrões podem ser encontrados. De início é preciso reconhecer que todo comportamento traz um custo para o animal, seja um gasto energético, uma lesão ou a exposição do indivíduo ao risco de morte. No entanto, essas ações também apresentam algum benefício que deve ser potencialmente mais valioso que os custos anteriormente mencionados, caso contrário não vale a pena executar esse modo de agir. No caso do tumulto os custos de se aproximar intencionalmente de um predador são evidentes, por isso as áreas mais perigosas são evitadas com as investidas sendo geralmente realizadas pelas costas da ameaça diminuindo as chances de serem atacados, ainda assim, isso só aumenta o gasto energético envolvido, que é considerável.
Em contraste, os benefícios podem não parecer tão claros assim. Muito ainda é discutido pela comunidade científica sobre os pontos positivos do mobbing, ainda assim existe consenso sobre os seguintes benefícios. O objetivo principal é evitar a predação no presente e pelo máximo de tempo possível após o confronto. Isso é alcançado quando o predador é afugentado ou até morto, eliminando a ameaça por longos períodos de tempo, podendo até diminuir a ameaça por mais de uma geração nos casos de morte de um predador fértil ou de sua prole. Em alguns casos o fato do predador ter sido descoberto é suficiente para frustrar sua tentativa de emboscada o que também evita a predação e garante uma maior sobrevivência aos tumultuadores. Este comportamento tem papel importante na identificação de predadores e aprendizado intergeracional sobre tal identificação, sendo que esforços de reintrodução de espécies não têm sucesso em parte devido a essa incapacidade de reconhecer e identificar predadores.
Outra forma de entender os possíveis benefícios de expulsar um predador é entender os malefícios que eles representam mesmo além do consumo de presas. A simples presença de um predador ativo na área de vida de uma população tem influencia sobre o comportamento de suas presas, que passam a evitar áreas com recursos valiosos em função do maior risco de predação que essas áreas podem oferecer. O efeito do "medo" de predação sobre esses animais também pode levar a mudanças fisiológicas e fenotipicas que impactam sua sobrevivência e desempenho biológico, alguns estudos apontam que esse efeito é suficiente para reduzir o tamanho populacional (no entanto há controvérsias e mais estudos são necessários) . Com isso se torna mais claro que expulsar uma ameaça da área acarreta em grandes benefícios para aquela espécie, já que além de reduzir a predação diretamente, também reduz os efeitos indiretos causados pela presença do predador.

#### Hipótese de atração de predadores
Além da hipótese de expulsão direta do predador, existe a hipótese de que o tumulto e/ou chamado das presas atraia um predador maior que se alimenta justamente do predador que está sofrendo mobbing, dessa forma o predador que é a ameaça seria removido do local por medo de ser predado . 

#### Hipótese do rebanho egoísta e do efeito de confusão
Essas hipóteses postulam que o mobbing em grupo (especialmente um grupo composto por indivíduos aproximadamente semelhantes em tamanho e forma) diminui a chance de que qualquer um dos indivíduos que está fazendo mobbing seja capturado pelo predador . Na hipótese do rebanho egoísta, isso é alcançado pela diluição numérica do risco (ou seja, quanto mais indivíduos fazem mobbing, menor a chance de qualquer um ser morto). Na hipótese do efeito de confusão, isso é alcançado através dos efeitos do aumento do tamanho do grupo, reduzindo a capacidade do predador de direcionar um indivíduo específico .

## Estudos e ocorrência desse comportamento no Brasil
No Brasil, o comportamento de tumulto em comunidades avianas é observado principalmente contra aves de rapina da família Falconidae (falcões, carcarás e gaviões), e da ordem Strigiformes (corujas); sendo que este mecanismo se intensifica conforme o nível de ornitofagia (alimentação à base de aves) das predadoras. Desta forma, espécies como o falcão-de-coleira (Falco femoralis) e a coruja-orelhuda (Asio clamator), que possuem uma boa parte de sua alimentação composta por aves menores, sofrem tumulto com maior frequência do que a coruja-buraqueira (Athene cunicularia) e a suindara/coruja-das-torres (Tyto alba), aves de rapina com pouca ou rara ornitofagia. Além disso, pode ocorrer comportamentos de tumulto entre aves de rapina, como observado entre o gavião-carrapateiro (Milvago chimachima) e o carcará (Caracara plancus) em um segmento de Mata Atlântica no Rio Grande do Sul; e no gavião-de-rabo-branco (Geranoaetus albicaudatus) contra a coruja-diabo (Asio stygius), em uma região do  Cerrado de Brasília-DF. Apesar de acontecer primordialmente contra aves ornitófagas, o tumulto pode também ser desempenhado a atingir espécies com morfologia e vocalização semelhantes em relação às primeiras, como se houvesse uma indistinção da real predadora por parte das presas.
Não existe uma tradução padronizada do termo mobbing para a língua portuguesa quando se trata de comportamento animal. Dessa forma, os estudos publicados em português, que são escassos, emprestam o termo do inglês ou empregam termos usados em espanhol que também são encontrados na língua portuguesa, como “tumulto” , apesar de não ser considerado por muitos pesquisadores o mais expressivo. Essa falta de padronização acaba dificultando a comunicação, principalmente com o público leigo, no nosso país. Alguns dos termos utilizados no nosso país são: tumulto, mobilização, molestamento, turbação e assédio.
Para ter-se registros sobre eventos deste tipo no Brasil, os bird-watchers são uma fonte de informações valiosas. Da Cunha e Fontenelle (2014) analisaram as características de comportamento de tumulto de aves no Brasil através de informações colocadas por observadores de aves na plataforma WikiAves.  
Neste trabalho, o maior número de registros foi na região Sul e Sudeste, que reflete as regiões que também mais utilizam a plataforma, assim como nas quais a atividade de bird-watching é mais disseminada.   

#### Predadores
Foram feitos 62 registros, nos quais foram identificados 22 animais diferentes como alvos, sendo 19 aves, 1 mamífero e 2 répteis.   
Dos 62 registros: 16 eram gavião-carrapateiro (Milvago chimachima; Falconiformes: Falconidae), 8 eram caracará (Caracara plancus; Falconiformes: Falconidae), 7 gavião-carijó (Rupornis magnirostris; Accipitriformes: Accipitridae) , 5 caburé (Glaucidium brasilianum; Strigiformes: Strigidae)  
Alguns que antes nunca tinham sido observados como alvo de tumulto no Brasil: o lagarto teiú (Tupinambis sp.; Teiidae) e a jiboia (Boa constrictor; Boidae). Registrou-se também um registro de tumulto contra o mico (Callithrix sp.; Callitrichidae).

#### Tumultuadores
Apenas aves foram registradas, de 15 espécies diferentes.
A maioria da ordem Passeriformes (41), com as espécies de tesourinha (Tyrannus savana), sabiá-do-campo (Mimus saturninus), suiriri (Tyrannus melancholicus) e o bem-te-vi (Pitangus sulphuratus). 
Outras ordens que foram registradas foram: Charadriiformes (5), Apodiformes (4), Cuculiformes (1), Falconiformes (1), Gruiformes (1), Psittaciformes (1).

#### Confrontos
Foram observados 50 pares de tumultuadores-predadores diferentes, sendo que a maioria (40 deles) foi registrada uma única vez, e o encontro mais comum foi entre gavião-carrapateiro (predador) e sabiá-do-campo (tumultuador) (9,6% dos eventos).

Pelos registros de comportamento de tumulto na plataforma WikiAves foi possível casos desse evento que antes só haviam sido registrados fora do país, como o tumulto contra lagartos e serpentes.